# Thomas-Joseph Armand-Calliat
Pour les articles homonymes, voir Armand.
Thomas-Joseph Armand-Calliat, né le 24 octobre 1822 aux Abrets et mort à Lyon le 29 novembre 1901 , est un orfèvre français.

## Biographie
Thomas-Joseph Armand est d'origine dauphinoise. Il épouse une des filles de François Caillat († 1851), orfèvre bourguignon né à Ouroux (Saône-et-Loire) et installé à Lyon. Il reprend l'affaire de son beau-père en 1853 avec sa femme et sa belle-sœur et prend le nom d'Armand-Calliat. Il a un fils, Joseph, également orfèvre, mort en 1938 ; le fils de ce dernier, Louis Armand-Caillat (21 juillet 1896 - 27 juin 1966), est conservateur du musée de Chalon-sur-Saône, président de la Société d'histoire et d'archéologie de Chalon, membre de la Société d'ethnographie française.
Thomas-Joseph abandonne la grosserie pour l'orfèvrerie religieuse. Grâce à lui, la maison connaît un essor considérable : elle passe de 12 ouvriers en 1854 à 40 en 1885.
La carrière de Thomas Joseph Armand-Calliat peut se diviser en trois périodes successives. De 1853 à 1858, il est marqué par le néogothique. Lorsqu'il rencontre Pierre Bossan, futur architecte de Fourvière, en 1858, il se tourne vers le symbolisme. Enfin de 1888 à sa mort en 1901, fidèle aux leçons de Bossan et grâce à sa collaboration avec son fils, qui s'associe avec lui en 1891, Armand-Calliat recherche un art nouveau notamment avec l'emploi de l'ivoire et des émaux translucides. Son œuvre se caractérise par l'excellence de la facture. Le métal est travaillé sans tour électrique, ni soudure ou estampage, l'émail est très varié : on peut aussi bien trouver des émaux champlevés, que des émaux de niellure ou des émaux translucides. Mais la grande originalité de l'œuvre est sa portée spirituelle : Armand-Calliat souhaite faire passer le message chrétien. L'objet devient alors un véritable poème centré autour d'un thème porté par les scènes, les inscriptions, les couleurs, les formes ou encore les gemmes.
Il est le seul orfèvre lyonnais qui parvient à s'imposer à Paris. Il refuse les contraintes commerciales pour se concentrer sur une exécution manuelle de ses œuvres. Pour autant, il ne s'enrichit guère, et nombre de ses œuvres et de ses archives sont laissées à l'abandon jusqu'en 1982. À sa mort en 1901, il transmet la fabrique à son fils, Joseph, lequel finit par la céder en 1924 à Amédée Cateland.
En 1938, la rue de Bourdis dans le Vieux Lyon est renommée en rue Armand-Caillat en son hommage.

## Son œuvre
L'orfèvre Armand-Calliat est primé à l'Exposition Universelle de Londres en 1862 et à celles de Paris en 1867, 1878, 1889 et 1900. De même, il publie trois plaquettes à l'occasion des Expositions Universelles de 1867, 1878 et 1889. En quarante-huit ans de carrière, il crée environ 5 000 pièces prestigieuses, la plupart pour les grands sanctuaires français comme Lourdes, La Salette ou encore Fourvière, mais aussi pour les monastères et surtout pour l'abbaye Saint-Pierre de Solesmes. Il crée aussi des œuvres originales pour les papes Pie IX et Léon XIII. Aujourd'hui, près de 1 000 dessins de son atelier sont conservés au musée de Fourvière à Lyon.

### Quelques réalisations

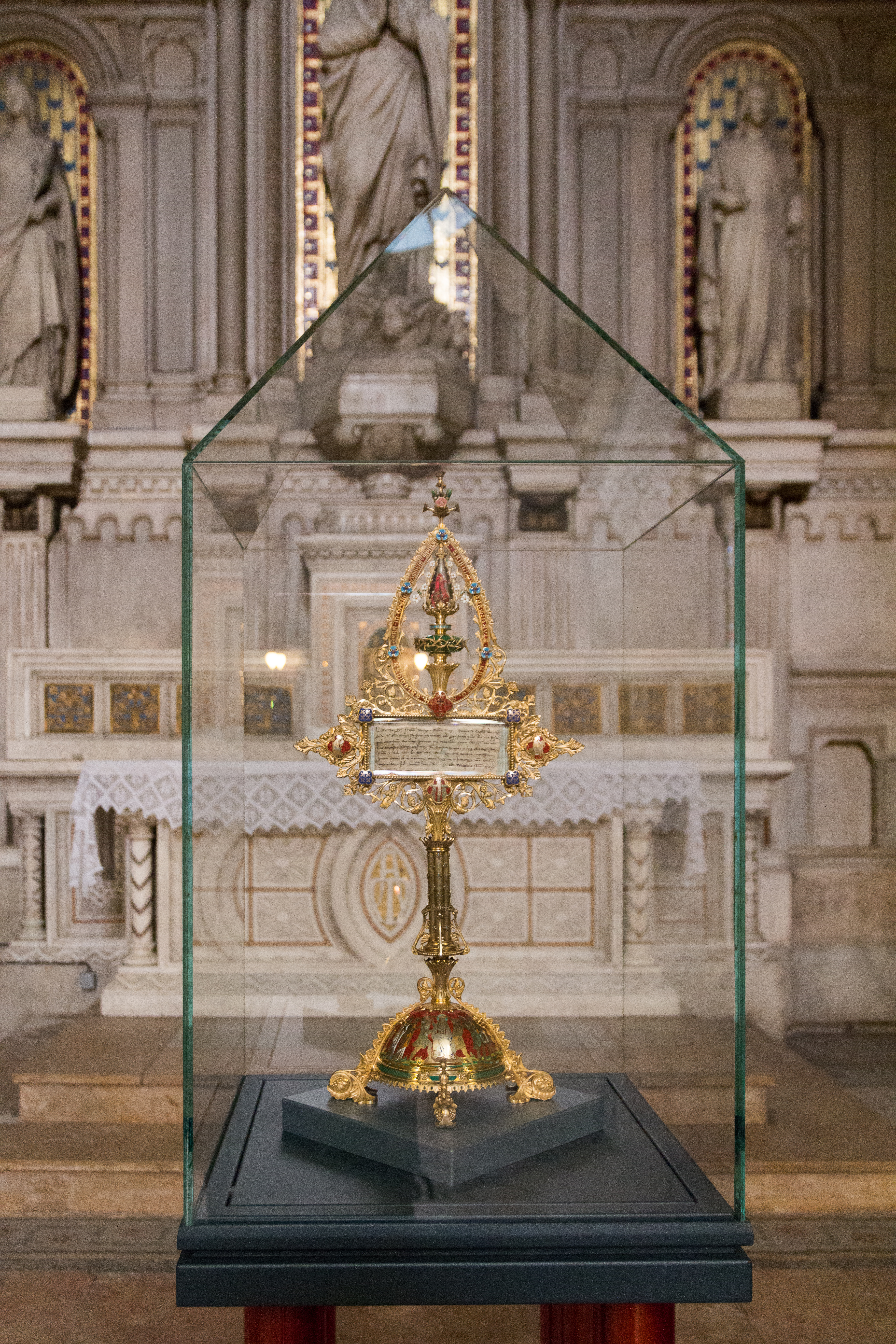
Reliquaire de la Sainte Épine à l'Église Sainte-Marie de Saint-Étienne.

Thomas-Joseph Armand-Calliat réalise à Lyon les travaux d'orfèvrerie suivants :
- Calice du chanoine Didelot en argent doré, émaux, diamants et verroterie, selon un dessin de Pierre Bossan, vers 1860, monastère de la Visitation Sainte-Marie, Moulins.

- Calice néo-gothique, dessin aquarellé, vers 1860, musée de Fourvière, Lyon.

- Calice du cardinal Mermillod, dessin aquarellé, 1864, musée de Fourvière, Lyon.

- Crosse de Mgr Odon Thibaudier, 1867, musée de Fourvière, Lyon.

- Crosse du Bon Pasteur, dessin aquarellé, au bas à gauche tracé au crayon en lettres majuscules : Pierre Bossan, 1867-1875, musée de Fourvière, Lyon.

- Crosse du Bon Pasteur en argent doré, émaux, améthystes et perles, 1867-1875, exposée aux Expositions Universelle de Paris en 1867 et en 1878, musée des Beaux-Arts de Lyon.

- Ostensoir en cuivre doré, laiton et améthystes, avec une inscription sous le pied : DON DE M.MONTAGNIEU CURE DE CHASSELAY, 1869, Chasselay.

- Projet de calice néo-gothique, dessin aquarellé rehaussé d'or, vers 1870, musée de Fourvière, Lyon.

- Bougeoir en vermeil, argent, émaux, lapis-lazulis, gemmes et perles, 1875, exposé durant l'Exposition Universelle de Paris en 1878, musée des Beaux-Arts de Lyon .

- Rosaire en bronze doré et émaux, 1875, offert par les affiliés à Notre-Dame de Fourvière, musée de Fourvière, Lyon.

- Calice de Fourvière, selon un dessin de Pierre Bossan, 1875, musée de Fourvière, Lyon.

- Ciboire de Fourvière où Pontique, Alexandre de Lyon et Irénée de Lyon sont représentés, 1876, musée de Fourvière, Lyon.

- Reliure de la Bulle Ineffabilis Deus offerte à Pie IX pour son Jubilé, 1876,  bibliothèque apostolique, Vatican.

- Buste reliquaire de Casarie, 1876, église Notre-Dame, Villeneuve-lès-Avignon.

- Bassin de Mgr Theuret en argent et émaux, vers 1878, cathédrale Notre-Dame-Immaculée, Monaco.

- Ostensoir de l'Epiphanie pour la  basilique de Fourvière, 1878, musée de Fourvière, Lyon.

- Reliquaire de la Sainte Épine de la couronne du Christ en bronze émaillé et doré, 1873, classé  Monument Historique en 1977, à la chapelle du Magnificat et de la Sainte Épine en l'Église Sainte-Marie de Saint-Étienne[6].

- Patène du cardinal Caverot, 1881, musée de Fourvière, Lyon.

- Calice du cardinal Caverot, 1881, musée de Fourvière, Lyon.

- Chapelle du Jubilé en argent et émaux, 1884, offerte au prélat par les prêtres du diocèse de Moulins, à l'occasion de son Jubilé sacerdotal en 1884.

- Châsse de  Saint Anthelme, reliquaire, 1889, cathédrale Saint-Jean, Belley.

- Crosse du jubilé du cardinal Foulon en argent doré et émaux, 1891, musée de Fourvière, Lyon.

- Coquille de baptême en argent, vers 1900,  musée des Hospices civils, Lyon.

- Crosse de l'abbé de Farnborough, fin XIX, musée de Fourvière, Lyon.

- Ostensoir en argent doré et émail, dernier tiers du XIX, objet inscrit à l'Inventaire supplémentaire des Monuments Historiques le 21 août 1987, église Saint Prix, Chaponost.

- Ostensoirs de l'église de l'Immaculée-Conception de Lyon[7] et de Saint-Martin d'Ainay[8] ;
- Chasse reliquaire du chef de saint Just (1869), église Saint-Just , Lyon.

## Distinctions

### Décorations françaises
- Officier de la Légion d'honneur en 1895[9]
  -  Chevalier de la Légion d'honneur en 1869[9]

- Officier de l'ordre des Palmes académiques[10]

### Décorations étrangères
- Chevalier de l'ordre du Christ (Portugal)[10]
- Chevalier de l'ordre de Saint-Charles (Monaco)[10]
- Commandeur de l'ordre de Saint-Grégoire-le-Grand en 1877 (Vatican)[10]
  -  Chevalier de l'ordre de Saint-Grégoire-le-Grand en 1870 (Vatican)[10]